# Gonospira madgei
Gonospira madgei é uma espécie de gastrópode  da família Streptaxidae.
É endémica de Maurícia.